# Сомов, Орест Михайлович
Оре́ст Миха́йлович Со́мов (10 [21] декабря 1793, Волчанск, Харьковское наместничество — 27 мая [8 июня] 1833, Санкт-Петербург) — русский писатель, литературный критик и журналист.

## Биография
Родился в обедневшей дворянской семье. Начальное воспитание получил дома, затем обучался в частном иностранном пансионе, с 1810 года ― в Харьковском университете, из которого вышел, по-видимому, без экзамена. Начал печататься в журнале «Харьковский Демокрит». С 1817 или 1818 года жил в Санкт-Петербурге. В 1824–1826 годах занимал должность столоначальника в правлении Российско-Американской компании, правителем канцелярии которой был К. Ф. Рылеев. Состоял членом Вольного общества любителей российской словесности (сотрудник с мая 1818 года, действительный член с мая 1820 года).
После восстания декабристов был арестован, но затем освобождён после того, как следствием была установлена его непричастность к тайным обществам. В здании Главного правления Российско-американской компании по адресу набережная Мойки, дом 72, где находились также квартиры некоторых служащих компании, нередко собирались члены Северного общества. По воспоминаниям современника, контора РАК превратилась в центр сбора «недовольных элементов» Российской империи, что дало основание императору Николаю I отметить во время допроса Сомова: «Хороша же собралась у вас там компания!».

## Литературная деятельность
Дебютировал в печати стихотворением в «Украинском вестнике» (1816). Писал стихотворения с патриотическими мотивами. Важную роль в становлении русского романтизма сыграл его трактат «О романтической поэзии». Прочитанный на заседании Вольного общества любителей российской словесности, он был опубликован в журнале «Соревнователь просвещения и благотворения» и вышел отдельным изданием (1823). В трактате сформулирована программа русского романтизма, важное место в которой заняли требование национальной самобытности и ориентация на народность (использование материала русской истории, элементов фольклора и народного языка).
Автор повестей и рассказов по мотивам малороссийского фольклора «Гайдамак» (1826), «Русалка» (1829) и других, поэтому считается одним из предшественников Н. В. Гоголя, хотя этнографическое задание в них ещё преобладало над художественным.
Вместе с А. А. Дельвигом издавал альманахи «Северные цветы» (1825–1832), «Подснежник» на 1829 год, участвовал в издании «Литературной газеты», был редактором «Литературной газеты».

### Избранные произведения
Повести
- 1827 — Юродивый
- 1827 — Приказ с того света
- 1827 — Вывеска
- 1829 — Кикимора
- 1829 — Русалка
- 1829 — Оборотень
- 1830 — Сказки о кладах
- 1830 — Странный поединок
- 1830 — Самоубийца
- 1831 — Видение наяву
- 1831 — Купалов вечер
- 1832 — Бродящий огонь
- 1833 — Киевские ведьмы
- 1833 — Недобрый глаз

## Сомов — критик
Сомов стоял у истоков русской литературной критики. В трактате «О романтической поэзии» Сомов выступил как провозвестник исторического взгляда на развитие литературы, проследил в её движении смену последовательных закономерных этапов. Говоря о своеобразии классической и романтической словесности, критик подверг анализу самое понятие романтической поэзии, различая в романтизме разные тенденции. Путь к созданию самобытной русской литературы он видит в обращении и к национальному прошлому, и к фольклору, нравам, обычаям народов, населяющих «все пространство родного края», и к «всему миру видимому * мечтательному» современной жизни. Тезисы, близкие материалистической эстетике, Сомов положил в основу ряда полемических статей 1825 г. Он отстаивал в них мысль, что форма «зарождается в душе» поэта «вместе с самою идею» и что «сотворить что-либо вне природы, или, по крайней мере, несходное с каким-либо из предметов чувственных, есть физически невозможное для человека даже с самым пылким воображением» [Северная пчела, 1825, N 41, 4 апреля; Сын отечества, 1825, ч. СIII, N20, с.473].
Именно эти исходные эстетические принципы позволили Сомову-критику столь глубоко и верно оценить «Горе от ума». Они же побудили его в 1827 г. выступить в роли переводчика той части «Жизни Шекспира» Гизо, которая посвящена разбору шекспировских трагедий, и в частности «Гамлета». «Гамлет служит в какой-то мере прообразом современного героя», — читаем мы здесь. И далее, «Почва, на которой воздвигается новое искусство», указана «системой Шекспира», объемлющей «ту всеобщность чувствований и состояний, которая составляет ныне для нас позорище дел житейских».

## Адреса в Санкт-Петербурге
- 1824—1826 — дом Российско-Американской компании — набережная реки Мойки, 72;
- 1829—1831 — доходный дом Паульсона — Миллионная улица, 8.